# Brama Berlińska w Kostrzynie nad Odrą

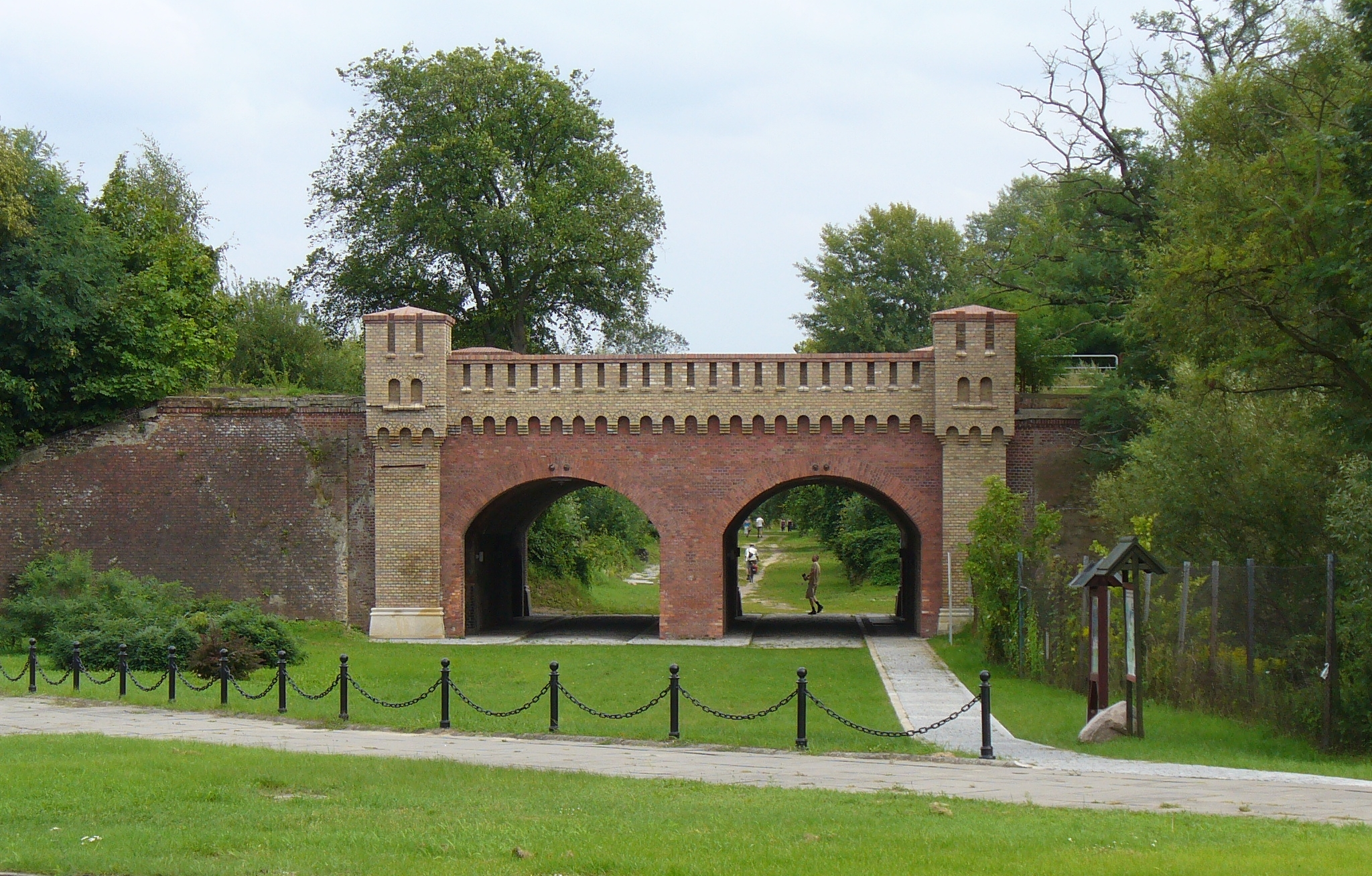
Brama Berlińska po odrestaurowaniu (2011)

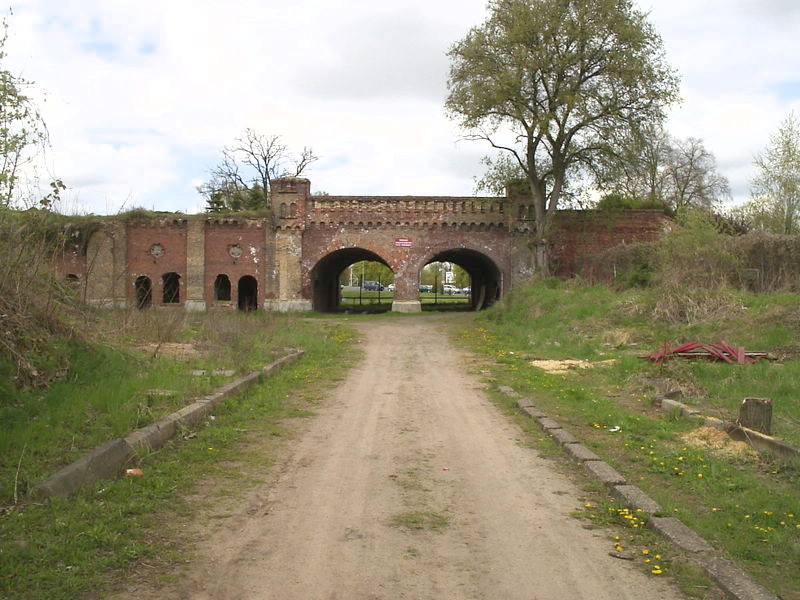
Brama Berlińska (2006)

Brama Berlińska (niem. Berliner Tor) – jedna z bram twierdzy Kostrzyn, w jej północnej części.

## Historia bramy
Wzniesiona w II połowie XVI wieku, początkowo jako brama jednokomorowa. Dzisiejszy kształt przybrała w latach 1877–1879.
W XIX wieku nad bramą znajdowało się mieszkanie służbowe inżyniera twierdzy Kostrzyn. Potem przez bramę przebiegała dwutorowa linia tramwajowa (tramwaje w Kostrzynie nad Odrą).
W przylegających do niej pomieszczeniach znajduje się punkt informacji turystycznej. Odbywają się w nich również liczne prelekcje naukowe i prezentacje historyczne w ramach corocznych Dni Twierdzy Kostrzyn.
Przy wykorzystaniu środków unijnych brama została odrestaurowana przez jedno z biur projektowo-inżynierskich ze Szczecina.